# Sierra Madre (Californie)
Pour les articles homonymes, voir Sierra Madre.
Sierra Madre est une municipalité située dans le comté de Los Angeles, dans l'État de Californie, aux États-Unis. Au recensement de 2010 sa population était de 10 917 habitants.

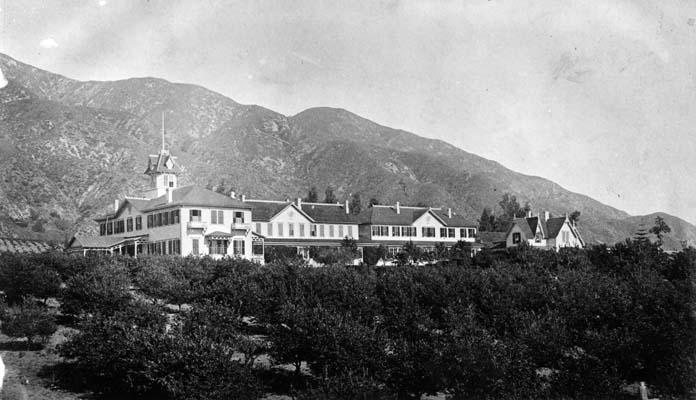
L'hôtel Sierra Madre Villa, 1884

## Géographie
Selon le Bureau de recensement, elle a une superficie de 7,8 km2.

## Démographie
| Groupe            | Sierra Madre | Californie | États-Unis |
| ----------------- | ------------ | ---------- | ---------- |
| Blancs            | 82,1         | 57,6       | 72,4       |
| Asiatiques        | 7,7          | 13,1       | 4,8        |
| Métis             | 4,3          | 4,9        | 2,9        |
| Autres            | 3,6          | 17,0       | 6,2        |
| Afro-Américains   | 1,8          | 6,2        | 12,6       |
| Amérindiens       | 0,4          | 1,0        | 0,9        |
| Océaniens         | 0,1          | 0,4        | 0,2        |
| Total             | 100          | 100        | 100        |
|                   |              |            |            |
| Latino-Américains | 14,9         | 37,6       | 16,7       |

| 1910  | 1920  | 1930  | 1940  | 1950  | 1960  |
| ----- | ----- | ----- | ----- | ----- | ----- |
| 1 303 | 2 026 | 3 550 | 4 581 | 7 273 | 9 732 |

| 1970   | 1980   | 1990   | 2000   | 2010   | - |
| ------ | ------ | ------ | ------ | ------ | - |
| 12 140 | 10 837 | 10 762 | 10 578 | 10 917 | - |